# Khalifa bin Sa'id di Zanzibar
Khalīfa bin Saʿīd Āl bū Saʿīd (Unguja, 1852 – Unguja, 13 febbraio 1890) è stato il terzo sultano di Zanzibar.
Governò dal 26 marzo 1888 al 13 febbraio 1890 e gli succedette il fratello Ali bin Said di Zanzibar.